# 燕尾脊
燕尾脊，又稱燕尾、燕仔尾、燕尾翹脊、翹脊或翹鵝，是指屋主脊朝上微彎、兩端外延向上翹起并分叉的曲線，形如燕子尾，流行在中國閩粵和臺灣、越南等地，在東南亞建築也可見到。另外，福州式和閩南式燕尾有單層、雙層兩種不同的細緻結構，尤其是雙層的燕尾，就像是一大一小的兩雙翅膀，彷彿屋脊上振翅飛翔的鳥兒。

## 名詞出處
《詩經·小雅》中《斯干》的「如鳥斯革，如翬斯飛」，後世簡稱「鳥革翬飛」，朱熹在《詩集傳》註解說：「其棟宇峻起，如鳥之警而革也，其檐阿華采而軒翔，如翬之飛而矯其翼也，蓋其堂之美如此。」形容周王修築宮室完成時的祝頌歌辭，指屋檐如鳥般飞檐起伏，但沒有說屋脊彎起、與如燕尾般分叉。
在宋代《营造法式》用燕尾此詞，是指阑额一类构件在构件端部所作的装饰华纹。中國傳統也用燕尾來形容榫的一種、以及脊瓦，如燕尾盖脊瓦、燕尾垂脊筒、燕尾岔脊筒等。
在閩南，以燕尾、燕仔尾來形容屋顶正脊两端线脚向外延伸、分叉。

## 地域
這類屋主脊彎曲並長於屋檐，兩段微翹成叉形的形式，在東南亞干闌式建築可見，也在雲南晉寧石寨山古墓群發現建築模型，被推測與南方民族對牛的崇拜有關。古代中國南方像東南亞一樣使用干闌式建築，但漢化後房子中脊改放直，而閩粵人還保留了干闌式建築文化的特色，並與東南亞相同，以此裝飾代表財富，彰顯身份地位。
也有認為這種型狀由鸱尾发展而來，為福建特色。

### 中國大陸
在閩都，部分的古建築也基本上也能看到燕尾脊建築。而且多用於在宗祠，如：福州文庙、福州閩王祠、福州林文忠公祠。至於在民間的使用情況，有個不成文規定，只有中了舉人的人家，才能蓋燕尾脊的大厝。
在閩南，傳說這種建築裝飾僅限用於帝王宮室，若民間隨意使用，便是屬違反禮制，屬於僭越身分地位的行為。傳說中國古代人民認為人在天地間，需要得到天地之恩澤才能生存，故有敬天思想。而在屋脊上的鳥有如天使，為通天靈物，能通天敬神，故於設立之。
實際上，《營繕令》、《大明會典》、《大清會典》古文獻等並無此官品的規定，古書也無記錄宮廷有用這種裝飾。
燕尾翹脊也可見於見於福建土楼。

### 臺灣
臺灣民間傳說，燕尾只有官方或中舉人之家族才能使用，閩南也有此說，但這種說法並沒有文獻的記載，興許只是民間的約定成俗。另外，許多臺灣的合院民宅可見燕尾樹立在正身的屋脊，但置在門樓屋脊的燕尾（如果有內、外門樓，則只有內門樓豎立燕尾），依據民間習慣，代表一個家族的祖祠，或俗稱之祖廳，尤其在客家家族中常見。雖然燕尾脊代表尊貴的地位，但有時宗祠、廟宇也擔心翹起的燕尾脊會沖犯民宅，因此在外頭加上一道馬背脊，形成一種特殊的屋頂造形。

## 政府機關
| 圖示 | 敘述                   |
|      | 金門縣以燕尾脊為縣徽。 |